# Mycobates flabelliger
Mycobates flabelliger är en kvalsterart som först beskrevs av Berlese 1908.  Mycobates flabelliger ingår i släktet Mycobates och familjen Punctoribatidae. Inga underarter finns listade i Catalogue of Life.